# Herment
Herment is een gemeente in het Franse departement Puy-de-Dôme (regio Auvergne-Rhône-Alpes) en telt 352 inwoners (1999). De plaats maakt deel uit van het arrondissement Clermont-Ferrand.

## Geografie
De oppervlakte van Herment bedraagt 9,5 km², de bevolkingsdichtheid is 37,1 inwoners per km².
De onderstaande kaart toont de ligging van Herment met de belangrijkste infrastructuur en aangrenzende gemeenten.

## Demografie
Onderstaande figuur toont het verloop van het inwonertal (bron: INSEE-tellingen).